# Guazuma ulmifolia
Guazuma ulmifolia, llamado comúnmente guasmo, guásimo, guásima, guácima, caulote, cuaulote (del náhuatl), tapaculo, majahua o pixoy (maya) es un árbol de mediano porte de la familia de las malváceas, nativo de América tropical.

## Etimología
Los términos guásimo y guásima provienen de la voz taína guasuma.

## Descripción
Es un árbol de porte bajo y muy ramificado que puede alcanzar hasta 20 m (metros) de altura, con un tronco de 30 a 60 cm (centímetros) de diámetro recubierto de corteza gris. Savia incolora, mucilaginosa. Las hojas son simples, alternas, con estípulas, con la base asimétrica subcordada con pecíolos cortos, aovadas u oblongas, aserradas, de 6 a 12 cm de largo y con el ápice agudo. Produce flores pequeñas agrupadas en inflorescencias axilares y cortamente estipitadas; tiene 5 pétalos de color blanco-amarillento. El fruto es un cápsula subglobosa o elipsoidea, negro-purpúrea al madurar y con la superficie muricada.

## Hábitat
Es muy común en la América tropical continental e insular. Es una especie heliófila y colonizadora por lo que es común encontrarla en terrenos yermos y cultivados, faldas de colinas y bosques secundarios de mediana elevación.

## Usos

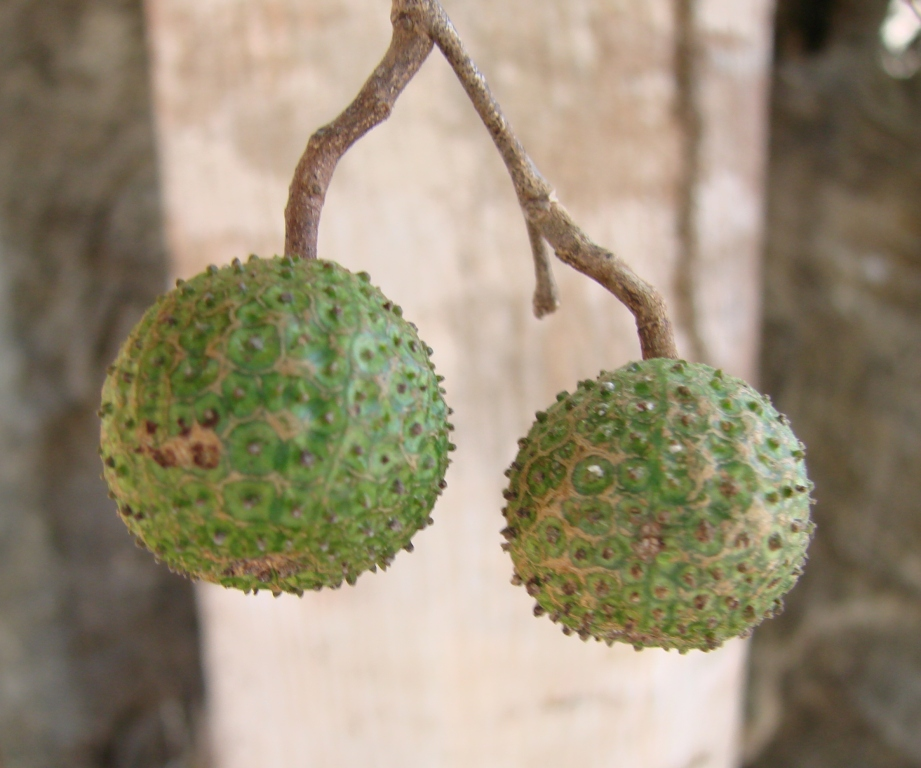
Mucílago

El mucílago se emplea para tratar las quemaduras provocadas por el guano. La decocción se ha empleado contra las
hemorroides, atribuyéndosele propiedades emolientes y astringentes; también se utiliza para tratar contusiones y golpes, como diurético y antigripal.
La ingesta de grandes cantidades de diferentes partes de la planta pueden provocar náuseas, vómitos y diarreas.
El mucílago se utiliza también en el embellecimiento del cabello y para evitar su caída.
El cocimiento de frutos se usa para tratar diarrea, resfriados, y problemas renales. La infusión y cocimiento de corteza se usa para tratar malaria, sífilis, calvicie, gonorrea, fracturas, elefantitis y afecciones respiratorias (gripe, tos, sarampión).
Las hojas se usan para tratar afecciones del hígado y riñones, asma, bronquitis, fiebre y gonorrea.
La corteza de raíz se usa contra hemorroides y disentería. El cocimiento de corteza se usa tópicamente para tratar afecciones dermatomucosas (estomatitis, leppra, piodermia, quemaduras), fracturas e inflamaciones.
Se le atribuyen propiedades antiinflamatorias, aperitiva, depurativa, digestiva, diurética, febrífuga, lipolítica, sudorífica, tónica y vulneraria.

## Componentes
Se ha detectado cafeína en las hojas. El tamizaje fitoquímico preliminar indica la presencia de compuestos mayores.

## Taxonomía
Guazuma ulmifolia fue descrita por Jean-Baptiste de Lamarck  y publicado en Systema Naturae, ed. 12 2: 637. 1767.
Sinonimia
| - Bubroma grandiflorum Willd. ex Spreng. - Bubroma guazuma (L.) Willd. - Bubroma invira Willd. - Bubroma polybotryum (Cav.) Willd. - Bubroma tomentosum (Kunth) Spreng. - Diuroglossum rufescens Turcz. - Guazuma blumei G.Don - Guazuma bubroma Tussac - Guazuma coriacea Rusby - Guazuma grandiflora (Willd. ex Spreng.) G. Don - Guazuma guazuma (L.) Cockerell - Guazuma invira (Willd.) G. Don - Guazuma parvifolia A.Rich. - Guazuma polybotra Cav. - Guazuma tomentosa Kunth - Guazuma utilis Poepp. - Theobroma grandiflorum (Willd. ex Spreng.) K.Schum. - Theobroma guazuma L. - Theobroma tomentosa (Kunth) M.Gómez |

## Galería de imágenes
|         |
| Follaje |

|        |
| Tronco |

|       |
| Hojas |

|                |
| Inflorescencia |

|                  |
| Frutos inmaduros |

|        |
| Frutos |

|                 |
| Vista del árbol |